# Wäinö Sarviala
Wäinö Alfred Sarviala (till 1935 Cornér), född 1 juni 1889 i Pielisjärvi, död 17 juni 1973 i Vanda, var en finländsk jurist.
Sarviala, som var son till handlanden Frithiof Cornér och Emmy Amalia Fernelius, blev student 1908, avlade rättsexamen 1911, högre förvaltningsexamen 1911 och blev vicehäradshövding 1914. Han blev justitierådman i Joensuu 1917, krigsfiskal vid Överkrigsdomstolen 1932, assessor vid Viborgs hovrätt 1936, hovrättsråd i Åbo hovrätt 1945 och var häradshövding i Loimijoki domsaga 1946–1959. Han var auditör i krigsrätt vid fältartilleriregementet KTR. 2 1937, vid krigsrätt vid trängregementet HuoltoR 1938 och överauditör vid Överkrigsdomstolen 1942–1944. Han var medlem av stadsfullmäktige i Joensuu 1923–1928 och ordförande i förmyndarnämnden där 1922–1928.